# Zarraga
Zarraga est une municipalité de la province d'Iloilo, aux Philippines. En 2015, la localité compte 25 605 habitants.